# Rives, Isère
Rives este o comună în departamentul Isère din sud-estul Franței. În 2009 avea o populație de 6.078 de locuitori.

## Evoluția populației
| An        | 1975  | 1982  | 1990  | 1999  | 2006  | 2009  |
| --------- | ----- | ----- | ----- | ----- | ----- | ----- |
| Populație | 5.007 | 5.115 | 5.403 | 5.620 | 5.745 | 6.078 |